# エンドルの女霊媒師のもとでサウルに現れるサムエルの亡霊
『エンドルの女霊媒師のもとでサウルに現れるサムエルの亡霊』（エンドルのおんなれいばいしのもとでサムエルにあらわれるサムエルのぼうれい、仏: L'ombre de Samuel apparaissant à Saül chez la pythonisse d'Endor、英: The Ghost of Samuel Appearing to Saul and the Witch of Endor）は、17世紀イタリア・バロック期の画家サルヴァトール・ローザが1668年にキャンバス上に油彩で制作した絵画である。主題は『旧約聖書』中の「サムエル記上」(28:6-14) から採られている。フランス国王ルイ14世のコレクションにあった作品で
、現在、パリのルーヴル美術館に所蔵されている。

## 作品
ペリシテ人との戦闘の前夜、イスラエルの最初の王サウルは危機の最中に神に見捨てられたと感じ、未来について知るためにエンドルの女霊媒師師に相談する。そして、彼女を通して死去していたサムエルの霊を呼び出し、助言を仰ごうとした。サムエルは、サウルをイスラエル人の最初の王に指名していたのである。
陰から気難し気に呼び出されたサムエルは最悪の事態、すなわち、サウルも彼の3人の息子たちも明日を生き延びることはできないという預言をする。それは神の法を犯し、禁断の儀式に耽ったサウルへの罰だというものであった。はたして、その後の戦闘でヨナタンらサウルの息子たちは殺された。サウル自身は傷を負ったが、敵の手により殺されるのをよしとせずに自身の剣の上に身を投げ、命を絶った。
画面下部左側でサウルはサムエルの衝撃的な言葉に打ちのめされ、怖れおののいて這いつくばっている。白い衣を着て、明るく輝くサムエルの姿が、暗い色の甲冑を着たサウルや霊媒師と強いコントラストを見せている。背景には明暗の度合いの違う像がいくつか見える。サムエルの右側の護衛たち、そして霊媒師の背後の骸骨のような怪物たちである。
ローザは未知のものや霊魂など不気味な主題を得意としていたが、本作では自身の幻想的なものへの傾倒を遺憾なく表出している。さらに画面全体を薄暗くし、サムエルの衣服だけに光を当てて浮き上がらせることで、神秘的かつ幻想的な雰囲気を醸し出している。彼の不可思議な作品は19世紀の作家たちに称賛された。